# Gryllus barretti
Gryllus barretti är en insektsart som beskrevs av Rehn, J.A.G. 1901. Gryllus barretti ingår i släktet Gryllus och familjen syrsor. Inga underarter finns listade i Catalogue of Life.